# Ilona Staller
Ilona Anna Staller (in italiano Elena Anna Staller), nota anche con lo pseudonimo di Cicciolina (Budapest, 26 novembre 1951), è un'ex attrice pornografica, cantante, politica ed ex conduttrice radiofonica ungherese naturalizzata italiana.
All'inizio della carriera si è fatta chiamare anche Elena Anna, Elena Mercury o Elena Mercuri. Ha lavorato anche alla radio, in televisione e nel mondo della musica. Nel 1987, eletta alla Camera dei deputati nelle file del Partito Radicale, la Staller fu la prima attrice pornografica al mondo a entrare in un parlamento nazionale.

## Biografia

### Primi anni
Nasce a Budapest con il nome anagrafico Elena Anna Staller. Il padre biologico László Staller abbandona la famiglia quando lei è ancora bambina. Il patrigno è un funzionario del Ministero dell'Interno ungherese e la madre un'ostetrica che si chiama anch'essa Ilona. Da piccola studiò pianoforte, violino, danza (sia classica sia moderna). A 13 anni inizia a lavorare come modella nell'agenzia fotografica statale MTI. In seguito, trova impiego come cameriera nell'hotel Danube Continental, venendo inoltre contattata dai servizi segreti ungheresi per divenire una sorta di spia ai danni di uomini d’affari statunitensi.
Agli inizi degli anni 1970 si sposa con Salvatore Mercuri, un rappresentante calabrese cliente dell'hotel, stabilendosi in Italia e ottenendo la cittadinanza. Qui nel 1973 incontrò Riccardo Schicchi, con cui condusse un programma radiofonico intitolato Voulez-vous coucher avec moi? ("Vuole venire a letto con me?") sull'emittente privata di Roma Radio Luna: era un programma radiofonico dall'erotismo spinto ed esplicito, in onda di notte, da mezzanotte alle due, interamente dedicato alle telefonate a sfondo erotico degli ascoltatori e delle ascoltatrici, con i quali Ilona interagiva chiamandoli "Cicciolini" e "Ciccioline" (da qui nacque il suo soprannome "Cicciolina").

### Carriera cinematografica
Al cinema esordì nel 1970 con lo pseudonimo Elena Mercury. A partire dal film La liceale, diretta da Michele Massimo Tarantini, è accreditata come Ilona Staller. In questo film ha il ruolo di Monica, una studentessa lesbica innamorata della protagonista (interpretata da Gloria Guida), mentre nel film La supplente di Guido Leoni appare in una scena audace in una palestra. Ottenne ruoli anche in due film d'autore, diretti da Alberto Lattuada e Miklós Jancsó.

Ilona Staller nel film Cicciolina amore mio (1979)

Nel 1976 portò per la prima volta in Italia il nudo integrale in un locale pubblico, una discoteca. Nel 1979 giunse alla televisione, prendendo parte al varietà di Enzo Trapani C'era due volte, al fianco di Daniele Piombi sui Rai 2. La trasmissione fu realizzata sulla scia del successo di Stryx, di un anno e mezzo prima, e rivisitava in versione ironica note fiabe. Lo spettacolo televisivo fu mandato in onda a partire dall'8 maggio 1980 in seconda serata: l'indice di gradimento non fu molto alto e non mancò di suscitare scandalo, venendo perciò interrotto dopo appena sei puntate.
Un'altra trasmissione fu Ciao Eva del 1984, in onda il venerdì in seconda serata su Rete A. La Staller vi appariva vestita di veli trasparenti, in compagnia di ballerini o di uno dei pitoni di sua proprietà. Uno di essi, chiamato Pito Pito, fu rinvenuto morto nell'ottobre 1993, apparentemente ucciso dal topo che gli era stato dato in pasto. Secondo una prima versione dei fatti, il roditore, ingoiato dal serpente, era riuscito a liberarsi e successivamente aveva morso il rettile causandone il decesso. Una fonte anonima emersa nel 2019 ha sostenuto invece che il serpente sia morto per i maltrattamenti dell'attrice.
L'esordio in ambito pornografico avvenne nel 1983, con il film La conchiglia dei desideri, diretto da Schicchi. L'ultimo film pornografico della Staller fu invece Passione indecente, girato nel 1991. Fondò insieme a Schicchi l'agenzia Diva Futura che scoprì, fra le altre, Moana Pozzi, Ramba e Barbarella, e diresse anche un film hard.

### Carriera musicale
Ebbe anche alcune esperienze musicali, esibendosi per lo più in brani che usava per i suoi spettacoli live, con canzoni quasi sempre incentrate sul sesso. Fra le sue incisioni Muscolo rosso, brano che in Italia non è stato pubblicato. Tra gli altri brani: Labbra, Buone vacanze, I Was Made for Dancing, Pane, marmellata e me e numerose cover.

### Dopo il porno
Dopo l'abbandono del genere pornografico, nel 1994 interpretò il ruolo di una spogliarellista nel film Replikator e due anni dopo recitò in vari episodi della telenovela Xica da Silva (prodotta dall'estinta televisione brasiliana Rede Manchete), nel ruolo della principessa Ludovica di Castelgandolfo di Genova. Appare nei documentari Un siècle de plaisir: voyage à travers l'histoire de l'hard (1996) e Wadd: the Life and Times of John C. Holmes (1998). Negli anni novanta ha aperto una sua agenzia artistica, la Saremo famosi.
Sempre nel 2014 l'attrice subì un colossale furto a Roma di tutta la sua collezione privata relativa al materiale storico artistico dall'anno 1974 in poi, riguardante il personaggio di Cicciolina, l'artista statunitense Jeff Koons, Moana Pozzi e vari altri personaggi. Il materiale rubato potrebbe avere un valore di circa venti milioni di euro.
Nel 2016, secondo il suo avvocato/manager, la Staller avrebbe concluso una presunta trattativa milionaria per la compravendita del personaggio "Cicciolina", di proprietà della stessa Staller, con la famosa società multinazionale Walt Disney Company con sede a Burbank, California. Nella proposta di vendita la Staller avrebbe permesso l'utilizzo in qualsiasi forma del personaggio per la complessiva somma di 50 milioni di dollari. Tale presunta trattativa non è mai stata confermata dalla compagnia statunitense, ma è stata riportata solo da alcuni giornali italiani.

### L'attività politica

Ilona Staller deputata del Partito Radicale

Si occupò a più riprese di politica, intervenendo su temi d'attualità nelle interviste e negli spazi radiofonici a lei concessi. Nel 1979 fu candidata nella "Lista del Sole", senza tuttavia conseguire risultati significativi.
Nel 1985 passò al Partito Radicale, schierandosi contro l'energia nucleare e per i diritti umani. Fu eletta deputata nella X legislatura del Parlamento italiano nel 1987, con circa 20 000 preferenze, risultando seconda, nelle liste del Partito Radicale, solo dietro a Marco Pannella, affermazione resa possibile dal voto di protesta.

Ilona Staller con Marco Pannella nel 1997

Cinque anni più tardi, insieme a Moana Pozzi, si candidò nel Partito dell'Amore, fondato da Riccardo Schicchi e Mauro Biuzzi, ottenendo questa volta pochi consensi.
Ha continuato poi l'attività politica battendosi per la libertà sessuale dei carcerati, contro ogni forma di violenza e di censura, contro l'uso indiscriminato degli animali per esperimenti scientifici, per la depenalizzazione della droga, e infine per la promozione dell'educazione sessuale nelle scuole e di campagne di informazione sui pericoli dell'AIDS, oltre che per la pace nel mondo.
Nel 2002 si candidò alle elezioni per il Parlamento ungherese come indipendente per il seggio di deputato del quartiere popolare Kőbánya di Budapest, ma ottenne pochissimi voti. Nello stesso anno si candidò alla carica di sindaco di Monza sotto il simbolo del partito "Libertari", ma non raggiunse il successo sperato.

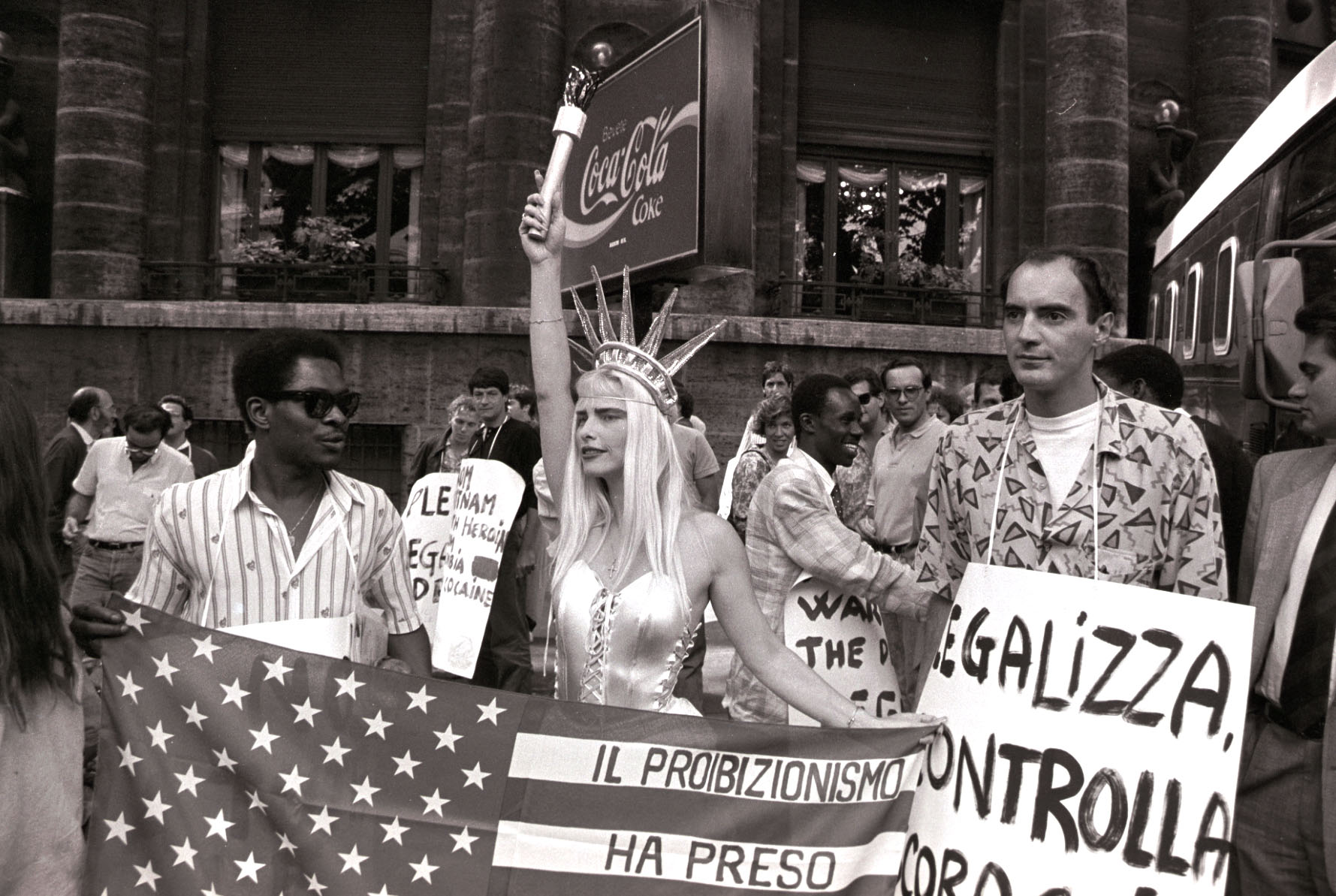
Ilona Staller alla manifestazione antiproibizionista del Partito Radicale, Roma 1989

Il 27 settembre 2011 annunciò di voler rientrare in politica, fondando un partito "ottimista-futurista" e palesando di volersi candidare nuovamente a sindaco di Monza; promise di rendere, in caso di vittoria, la città "più eccitante", nonché di trasformare la Villa Reale in un casinò; la lista denominata Libertari non ottiene però il successo sperato.
Nel 2012 costituì un "nuovo partito dell'amore", trasformato per le elezioni politiche del 2013 nel partito "Democrazia Natura Amore", che per la prima volta nella storia dei partiti risulta avere due presidenti.
È stata anche candidata alle elezioni amministrative di Roma del 26 e 27 maggio 2013 nella lista Repubblicani e Liberali, nella quota del PLI di cui ha preso anche la tessera. La lista dei liberali non ottenne un grande consenso fermandosi allo 0,08% dei voti e non riuscendo quindi a entrare nel consiglio comunale capitolino.

## Procedimenti giudiziari
- Nel 1991 si sposò con lo scultore d'avanguardia statunitense Jeff Koons ma il matrimonio naufragò dopo soli due anni e mezzo.[6] L'attrice, trasferitasi negli Stati Uniti d'America, ingaggiò una battaglia legale per ottenere l'affidamento del figlio Ludwig che, infine, il tribunale italiano le accordò, condannandola però a 8 mesi di reclusione per aver rapito il figlio negli Stati Uniti d'America e averlo condotto in Italia (Koons, per lo stesso motivo, chiese 6 milioni di dollari per danni morali nel 2008).[6] Successivamente l'attrice risultò assolta nello storico processo di diritto penale internazionale "Ilona Staller", così come fu anche assolta dalla corte d'appello di Roma dalle accuse di avere impedito all'ex coniuge di incontrare il figlio, spuntando la vittoria processuale anche sulla richiesta risarcitoria milionaria promossa da Jeff Koons.[31][32][33][34]
- Nel 2009 la Staller intentò una causa con una richiesta risarcitoria di 30 milioni di euro contro Sky Italia per l'utilizzo illegittimo da parte di quest'ultima del personaggio di Cicciolina nella miniserie televisiva Moana.[35][36]
- Nel 2014 la pornoattrice chiese 50 milioni di euro di risarcimento presso un tribunale statunitense per Everybody Hurts, canzone del 1992 del gruppo musicale R.E.M., che ella riteneva essere un plagio del suo brano Labbra del 1979.[33]
- Nel 2015 intentò una procedura contro il Parlamento italiano, che aveva come oggetto un indennizzo per la sua passata, seppur breve, attività parlamentare.[37] A seguito di una sentenza della Corte Suprema di New York collegata all'ex marito Jeff Koons, in Italia fu avanzato un procedimento di congelamento dell'indennizzo. In seguito, però, si riuscì a far estinguere la procedura originata dalla sentenza statunitense e a proseguire l'azione legale italiana, rivolta nello specifico contro la Camera dei deputati, il suo ufficio di presidenza e la sua segreteria generale.
- Nel 2016 l'ormai pensionata attrice chiese 100 milioni di dollari di risarcimento all'ex marito Jeff Koons per aver sfruttato il personaggio di Cicciolina nella serie di opere d'arte Made in Heaven, esposte nei musei di tutto il mondo.[38][39]

## Filmografia

### Filmografia tradizionale
- Incontro d'amore, regia di Paolo Heusch e Ugo Liberatore (1970)
- Un uomo, una città, regia di Romolo Guerrieri (1974) - non accreditata
- 5 donne per l'assassino, regia di Stelvio Massi (1974)
- Il cav. Costante Nicosia demoniaco ovvero: Dracula in Brianza, regia di Lucio Fulci (1975) - non accreditata
- ...a tutte le auto della polizia..., regia di Mario Caiano (1975) - non accreditata
- Storie di vita e malavita, regia di Carlo Lizzani (1975) - non accreditata
- Amore mio spogliati... che poi ti spiego!, regia di Fabio Pittorru, Renzo Ragazzi (1975) - non accreditata
- L'ingenua, regia di Gianfranco Baldanello (1975)
- La supplente, regia di Guido Leoni (1975)
- La liceale, regia di Michele Massimo Tarantini (1975)
- Cuore di cane, regia di Alberto Lattuada (1975)
- Inhibition, regia di Paolo Poeti (1976)
- I prosseneti, regia di Brunello Rondi (1976)
- Vizi privati, pubbliche virtù, regia di Miklós Jancsó (1976)
- Bestialità, regia di Peter Skerl (1976)
- Il mondo dei sensi di Emy Wong, regia di Bitto Albertini (1977)
- Voglia di donna, regia di Franco Bottari (1978)
- Dedicato al mare Egeo, regia di Masuo Ikeda (1979)
- John Travolto... da un insolito destino, regia di Neri Parenti (1979)
- Cicciolina amore mio, regia di Amasi Damiani (1979)
- Senza buccia, regia di Marcello Aliprandi (1979)
- Replikator, regia di Philip Jackson (1994)
- Xica da Silva – telenovela (1996)

### Filmografia pornografica
- La conchiglia dei desideri, regia di Riccardo Schicchi (1983 - uscito nel 1985)
- Porno Poker, regia di Riccardo Schicchi (1984)
- Cicciolina il giorno dopo - Orgia nucleare, regia di Riccardo Schicchi (1984)[40]
- Telefono rosso, regia di Riccardo Schicchi (1986)
- Banane al cioccolato, regia di Riccardo Schicchi (1986)
- Cicciolina number one, regia di Riccardo Schicchi (1986)
- I racconti sensuali di Cicciolina, regia di Riccardo Schicchi (1986)
- Carne bollente, regia di Riccardo Schicchi (1987)
- Moana e... le altre regine, regia di Lawrence Webber (1987)
- La bottega del piacere, regia di Hard Sac (1988)
- Backdoor Summer, regia di Jim Reynolds (1988)
- Telefono rosso number 2, regia di Riccardo Schicchi (1988)
- Backdoor Summer II, regia di Jim Reynolds (1989)
- Supervogliose di maschi (Palm Springs Week-end), regia di Jim Reynolds (1990)
- Vogliose e insaziabili per stalloni superdotati (Back Fire), regia di Gregory J. Schell (1990)[41]
- Cicciolina e Moana "Mondiali" (Sexy Mundial '90), regia di Jim Reynolds (1990)[42]
- Le donne di Mandingo, regia di Jim Reynolds (1990)
- Amori particolari transessuali, regia di Hans Ruiz (1990)
- All'onorevole piacciono gli stalloni, regia di Jim Reynolds (1990)
- Tutte le provocazioni di Moana, regia di Hard Sac (1990)
- Carcere amori bestiali, regia di Martin White (1991)
- Le perversioni degli angeli, regia di Riccardo Schicchi (1991)
- Ho scopato un'aliena, regia di Martin White (1992)
- Luna park dell'amore, regia di Riccardo Schicchi (1992)
- Ore 9 scuola a tutto sesso - Goduria sfrenata, regia di Martin White (1992)[43]
- Passione indecente, regia di Riccardo Schicchi (1993)[44]

### Regista e sceneggiatrice
- Diva Futura - L'avventura dell'amore, co-regia con Arduino Sacco[45] (1989)

## Programmi televisivi
- Io te tu io (Rete 2, 1978)
- C'era due volte (Rete 2, 1980)
- Fuori orario. Cose (mai) viste (Rai 3, 1988)
- The Farm (Channel 5, 2005), concorrente
- Bailando por un sueño (El Trece, 2008), concorrente
- Radio Belva (Rete 4, 2013)
- Celeb Vagyok, ments ki innen! (RTL Klub, 2017) - concorrente
- L'isola dei famosi 16 (Canale 5, 2022) - concorrente

Ilona Staller ha anche partecipato nel 1975 e 1976 con Oriella Dorella a due serie di sketch della rubrica pubblicitaria televisiva Carosello, pubblicizzando l'aranciata Fanta della The Coca-Cola Company.

## Doppiatrici italiane
- Alida Cappellini in La liceale
- Vittoria Febbi in L'ingenua

## Discografia

### Album in studio
- 1979 – Ilona Staller
- 1988 – Muscolo rosso
- 1989 – Kebelbarátság
- C'era due volte
- Diamante
- Fantasy
- San Francisco Dance

### Singoli
- 1978 – Voulez vous coucher avec moi?
- 1979 – I Was Made for Dancing
- 1979 – Cavallina a cavallo
- 1980 – Buone vacanze
- 1981 – Ska skatenati
- 1987 – Muscolo rosso
- 1989 – San Francisco Dance

### Collaborazioni
- 1979 – Aquarium Sounds, Aquarium Sounds, vocalizzi nella canzone Elena tip

### Apparizioni
- 1988 – AA.VV. Sonhos Eróticos

## Libri
- (FR) Confessions, Parigi, M. Lafon, 1987, ISBN 2-86804-465-4.
  -  Le confessioni erotiche di Cicciolina, traduzione di Giulia Bontempi, Milano, Olympia press, 1988.
- Memorie. Racconto fotografico di un mito, Roma, Saremo Famosi Srl, 2002.
- Per amore e per forza. L'autobiografia di Cicciolina, Milano, Arnoldo Mondadori Editore, 2007, ISBN 978-88-04-56730-1.